# 한국인 유전체
한국인 유전체는 한 한국인 개인의 총 유전자 정보를 말한다. 한 사람은 30억 쌍의 염기 서열 정보뿐 아니라 약 천만 개 정도의 특이한 돌연변이를 가지고 있다. 한국인 유전체는 약 340만 개의 SNP가 발견되었다. 최초의 한국인 유전체는 발표 당시, 영국, 미국, 중국에 이어 4번째이고, 이름이 알려진 개인의 유전체로도 크레이그 벤터, 제임스왓슨, 양후안밍의 다음으로 4번째이다.
논문 게재당시에도 데이터 공개당시와 같은 상황이었다.
최초의 한국인 유전체인 김성진박사의 유전체는 지식경제부가 2006년부터 추진하고 2007년부터 연구비가 지원된 참조표준데이터 지정센터 사업의 일환이기도 하여, 유전체 생명정보의 표준을 만들기 위한 서열로 최초로 이용됐다는 데 큰 의의가 있다. 이것은 과학기술부에서 2001년부터 추진한 국가생물자원정보관리센터의 지속적 인프라의 투자에 의해서 가능했다.
개개인의 유전체를 해독 및 해석하는 유전체학의 한 분야를 개인유전체학이라고 한다.

## 연혁
2008년 12월에 최초의 한국인 전장 유전체 서열이 해석된 결과가 공표되고, 그 서열정보가 공개되었다. 관련 논문은 2009년 5월 22일 최종 게재 허가를 받았고, 2009년 5월 26일 게놈리서치(Genome Research)에 게재되었다. 가천의대 이길여 암당뇨연구원과 한국생명공학연구원의 국가생물자원정보관리센터가 공동으로 연구하고 그 분석결과를 2008년부터 공개했다. 2009년 2월에는 미국 국립생물공학정보센터(NCBI) 에 최초로 등록된 한국인 유전체가 되었다. 등록 ID는 SRA008175이다.
2009년 2월 25일, 한국인 유전체의 제2차 정보가 공개되었다. 2차 정보는 1차 정보보다 더 많은 양의 해독과 더 정교한 분석을 포함했다.

## 같이 보기
- 유전체학
- 체학
- 단백체학
- 전사체학